# Eloeophila ussuriana ussuriana
Eloeophila ussuriana ussuriana is een ondersoort van de tweevleugelige Eloeophila ussuriana uit de familie steltmuggen (Limoniidae). De soort komt voor in het Palearctisch gebied.